# Arnoldo Jimenez
Arnoldo Jimenez (né le 19 février 1982) est un fugitif américain qui a été ajouté à la liste des dix fugitifs les plus recherchés du FBI le 8 mai 2019. Il est recherché pour le meurtre en mai 2012 de sa femme Estrella Carrera le lendemain de leur mariage ; elle a été retrouvée morte dans une baignoire de son appartement à Burbank, Illinois. Jimenez était le 522e fugitif à figurer sur la liste des dix fugitifs les plus recherchés du FBI. Le FBI offre une récompense pouvant aller jusqu'à 100 000 dollars pour toute information menant à sa capture.